# Tarachina constricta
Tarachina constricta es una especie de mantis de la familia Iridopterygidae.

## Distribución geográfica
Se encuentra en Namibia.